# Dekanat City of Dundee
Dekanat City of Dundee – jeden z 6 dekanatów rzymskokatolickiej diecezji Dunkeld w Szkocji.
Według stanu na październik 2016 w skład dekanatu wchodziło 13 parafii rzymskokatolickich.

## Lista parafii
Źródło:
| Lp. | Miejscowość | Parafia                                                 | Grafika | Kościół                                                          | Adres                                               |
| --- | ----------- | ------------------------------------------------------- | ------- | ---------------------------------------------------------------- | --------------------------------------------------- |
| 1   | Dundee      | Parafia św. Andrzeja                                    |         | Katedra św. Andrzeja w Dundee                                    | 150 Nethergate Dundee. DD1 4EA                      |
| 2   | Dundee      | Parafia św. Klemensa                                    |         | Kościół św. Klemensa w Dundee                                    | Craigowan Road Charleston Dundee. DD2 4NJ           |
| 3   | Dundee      | Parafia św. Kolumby                                     |         | Kościół św. Kolumby w Dundee                                     | Derwent Avenue Dundee. DD3 0BE                      |
| 4   | Dundee      | Parafia Niepokalanego Poczęcia Najświętszej Maryi Panny |         | Kościół Niepokalanego Poczęcia Najświętszej Maryi Panny w Dundee | 41 High Street Lochee Dundee.                       |
| 5   | Dundee      | Parafia św. Józefa Opiekuna                             |         | Kościół św. Józefa Opiekuna w Dundee                             | 42 Wilkies Lane Dundee. DD1 5HR                     |
| 6   | Dundee      | Parafia św. Leonarda i św. Fergusa                      |         | Kościół św. Leonarda i św. Fergusa w Dundee                      | St Leonard’s Place Ardler Dundee. DD3 9HD           |
| 7   | Dundee      | Parafia Matki Bożej Zwycięskiej                         |         | Kościół Matki Bożej Zwycięskiej w Dundee                         | St Mary’s Rectory, 22 Powrie Place, Dundee. DD1 2PQ |
| 8   | Dundee      | Parafia Najświętszej Maryi Panny Dobrej Rady            |         | Kościół Najświętszej Maryi Panny Dobrej Rady w Dundee            | 29 Westfield Road Broughty Ferry Dundee. DD5 1ED    |
| 9   | Dundee      | Parafia Matki Bożej Bolesnej                            |         | Kościół Matki Bożej Bolesnej w Dundee                            | Finlarig Terrace Dundee. DD4 9JF                    |
| 10  | Dundee      | Parafia św. Niniana                                     |         | Kościół św. Niniana w Dundee                                     | Dickson Avenue Dundee. DD2 4DA                      |
| 11  | Dundee      | Parafia św. Patryka                                     |         | Kościół św. Patryka w Dundee                                     | Arthurstone Terrace Stobswell DD4 6RW               |
| 12  | Dundee      | Parafia Świętych Apostołów Piotra i Pawła               |         | Kościół Świętych Apostołów Piotra i Pawła w Dundee               | 29 Byron Street Dundee. DD3 6QN                     |
| 13  | Dundee      | Parafia św. Piusa X                                     |         | Kościół św. Piusa X w Dundee                                     | Balerno Street Dundee. DD4 8NP                      |